# Call It a Day
Call It a Day is een Amerikaanse film uit 1937 onder regie van Archie Mayo. De film is gebaseerd op een toneelstuk van Dodie Smith.

## Rolverdeling
| Acteur              | Personage               |
| ------------------- | ----------------------- |
| Olivia de Havilland | Catherine 'Cath' Hilton |
| Ian Hunter          | Roger Hilton            |
| Anita Louise        | Joan Collett            |
| Alice Brady         | Muriel West             |
| Roland Young        | Frank Haines            |
| Una O'Connor        | Mrs. Milson             |